# Fortificazioni italiane al confine austriaco
Il sistema di fortificazioni italiane al confine austriaco era un complesso di forti, sbarramenti, tagliate stradali, casematte, accampamenti che furono costruiti per la difesa del confine tra il Regno d’Italia  e l'Impero austro-ungarico.
Le più importanti fortificazioni erano:
- Forte Campolongo
- Forte Campomolon
- Forte Casa Ratti
- Forte Cima Lan
- Forte Coldarco
- Forte Corbin
- Forte di Cima Ora
- Forte Interrotto
- Forte Leone
- Forte Lisser
- Forte San Marco
- Forte Tagliata della Scala
- Forte Tagliata delle Fontanelle
- Forte Tombion
- Forte di Valledrane
- Forte Verena
- Tagliata Bariola
- Tagliata d'Incanal
- Forte di Monte Ercole